# Vayres (Gironde)
Vayres is een gemeente in het Franse departement Gironde (regio Nouvelle-Aquitaine). De plaats maakt deel uit van het arrondissement Libourne. Vayres telde op 1 januari 2022 4.414 inwoners.

## Geografie
De oppervlakte van Vayres bedroeg op 1 januari 2022 14,46 vierkante kilometer; de bevolkingsdichtheid was toen 305,3 inwoners per km².

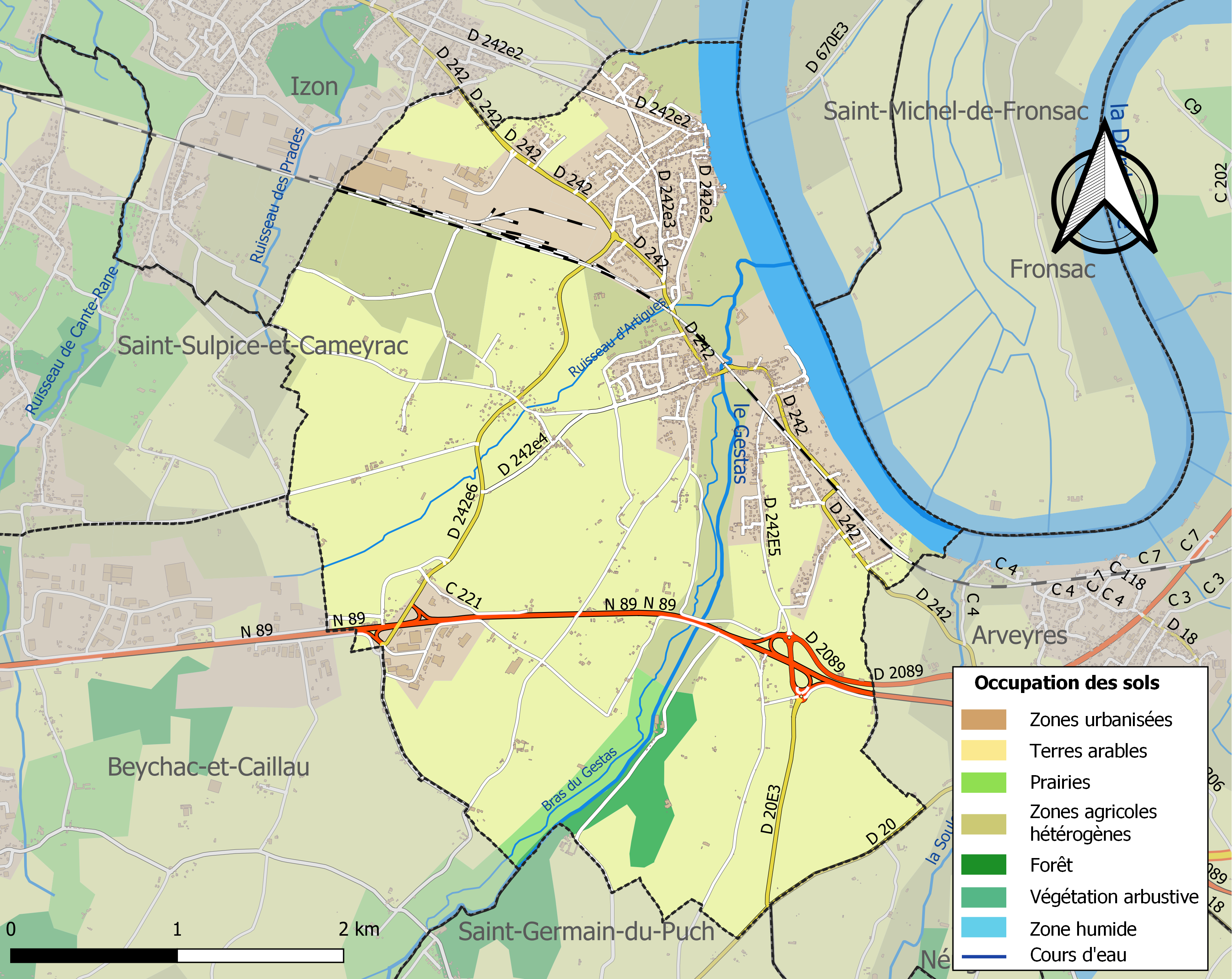
Kaart van de gemeente met belangrijkste infrastructuur, bodemgebruik en omliggende gemeenten

## Verkeer en vervoer
In de gemeente ligt spoorwegstation Vayres.

## Demografie
Onderstaande figuur toont het verloop van het inwonertal (bron: INSEE-tellingen).